# Andrew Ainslie Common
Andrew Ainslie Common (1841-1903) was een Engelse amateurastronoom en pionier van de astrofotografie.

## New General Catalogue
Common ontdekte in 1880 verscheidene sterrenstelsels in de sterrenbeelden Beker, Leeuw, Pegasus, Sextant, en Waterslang. Deze sterrenstelsels werden opgenomen in J.L.E. Dreyer's New General Catalogue:
- NGC 3143
- NGC 3280A
- NGC 3280B
- NGC 3280C
- NGC 3321 (NGC 3322)
- NGC 3360
- NGC 3361
- NGC 3388
- NGC 3402
- NGC 3404
- NGC 3421
- NGC 3422
- NGC 3428 (NGC 3429)
- NGC 3452
- NGC 3476 (NGC 3480)
- NGC 3490
- NGC 3663
- NGC 3688
- NGC 3722
- NGC 3723
- NGC 3724
- NGC 3763
- NGC 3775
- NGC 3779
- NGC 3854 (NGC 3865)
- NGC 3858 (NGC 3866)
- NGC 3905
- NGC 7528
- NGC 7594
- NGC 7595
- NGC 7601
- NGC 7610 (NGC 7616)
- NGC 7630
- NGC 7638
- NGC 7639

- Stuttgart Database of Scientific Illustrators 1450–1950: 5779
- Gemeinsame Normdatei: 116646136
- Système universitaire de documentation: 175998965
- Virtual International Authority File: 17979105
- WorldCat: E39PBJhCFrwRYVgVmpFjxJ4rMP